# Libelle (Mineralogie)

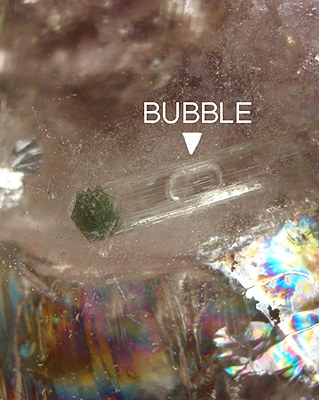
Länglich-ovale Gasblase in einem mit Flüssigkeit gefüllten Kanal in einem Quarzkristall.

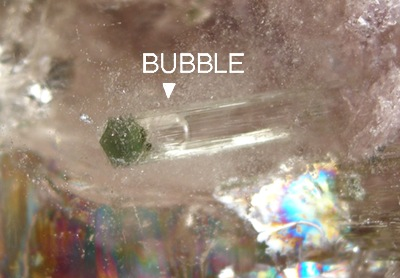
Gasblase nun links am grünen Rest eines Turmalins (Verdelith). Der Kanal wurde von einer inzwischen weggelösten Turmalinnadel gebildet, von der nur die Spitze erhalten ist.

Als Libelle bezeichnet man in der Mineralogie die gelegentlich in Flüssigkeitseinschlüssen enthaltenen Gasblasen in Mineralen. Die Flüssigkeiten in den Einschlüssen können Reste der Mutterlauge bzw. hydrothermalen Lösung sein, in der das Mineral entstanden ist, aber auch Meerwasser wie beispielsweise bei Halit oder Gips.
Libellen sind vor allem bei den Mineralen Amethyst, Quarz, Gips und Halit zu finden.
Minerale mit Libellen sind begehrte Schmucksteine, werden aber ihrer großen Empfindlichkeit wegen selten in geschliffener Form verarbeitet.